# Santander Consumer Finance
Die Santander Consumer Finance, S.A. mit Sitz in Madrid ist ein international tätiger spanischer Bankkonzern. Sie ist als Tochtergesellschaft der Banco Santander, S.A. auf Kreditfinanzierungen spezialisiert. Hierzu zählen unter anderem Betriebskredite für Unternehmen aus den Bereichen Automobil- und Einzelhandel sowie Finanzierungslösungen für Konsumenten wie Kraftfahrzeugfinanzierungen, Konsumkredite, Leasing und Kreditkarten.
Santander Consumer Finance ist in 17 Ländern tätig und beschäftigt insgesamt mehr als 13.800 Mitarbeiter. 2009 verfügte sie über eine Bilanzsumme von 61,663 Milliarden Euro. In Europa ist Santander Consumer Finance unter anderem in Deutschland mit der Santander Consumer Bank AG, in Österreich mit der Santander Consumer Bank GmbH und in den Beneluxländern mit der Santander Consumer Finance Benelux B.V. tätig.

## Geschichte
Das Unternehmen wurde 1963 unter dem Namen Banco de Fomento, S.A. gegründet. In den 1970er Jahren stieg die Banco Santander mit der Gründung von Bansafina 1972 und Hispamer 1978 in den Geschäftsbereich der Konsumfinanzierungen ein. Mit der Übernahme der 1975 gegründeten CC Bank, der damaligen Konsumfinanzierungssparte von Bank of America in Deutschland, dehnte die Banco Santander ihr Tätigkeitsfeld in diesem Bereich ins Ausland aus. 2001 wurde das Konsumfinanzierungsgeschäft der Santander-Gruppe in die neu organisierte Santander Consumer Finance, S.A. gebündelt. Danach folgte mit Übernahmen in verschiedenen Ländern eine internationale Expansion.